# Петри, Иоганн Кристоф
Иоганн Кристоф Петри (нем. Johann Christoph Petri; 5 ноября 1762, Клайнмёльзен — 24 февраля 1851, Эрфурт) — немецкий историк и публицист.
Сын пастора. Учился в Иенском и Эрфуртском университетах, в 1784 г. получил степень магистра философии и отправился в Эстляндию в качестве домашнего учителя. Работал в Эстляндии (возможно, отчасти и в Санкт-Петербурге) до 1796 г., после чего вернулся в Эрфурт, где и провёл всю оставшуюся жизнь: преподавал риторику в городской гимназии (в 1805—1809 гг. исполняя также обязанности её директора), затем, после защиты в 1809 г. диссертации, преподавал в университете различные дисциплины (риторику, педагогику, немецкий язык, древнюю историю). Интенсивно печатался в городских газетах.
Петри опубликовал около десятка книг исторического, публицистического, этнографического и краеведческого характера, из которых наибольшее значение имели работы, основанных на фактах и впечатлениях, вывезенных им из Эстонии. Под влиянием А. В. Хупеля, с которым он познакомился во время своей службы в Оберпалене, Петри активно обличал крепостное право и постоянно писал об угнетённом положении эстонского крестьянства, положив начало этой теме в своих первых двух книгах «Письма о Ревеле» (нем. Briefe über Reval; 1800) и «Эстляндия и эстонцы» (нем. Ehstland und die Ehsten; 1802). Выступления Петри в защиту коренного эстонского населения повлияли на деятелей эстонского национального возрождения второй половины XIX века.